# ロディ・パイパー
"ラウディ" ロディ・パイパー（"Rowdy" Roddy Piper、本名：Roderick George Toombs、1954年4月17日 - 2015年7月30日）は、カナダ・サスカチュワン州サスカトゥーン出身のプロレスラー、俳優。
ニックネームはホット・ロッド（Hot Rod）、日本での異名は「狂乱のスコッチ」。スコットランド系カナダ人だが、ギミック上の出身地はスコットランドのグラスゴーとされており、入場曲はバグパイプで演奏され、試合以外の場面では常にキルトスカートを纏っていた。体格的には決して恵まれてはいないが、卓越した試合センスとマイクパフォーマンスの巧みさで、1980年代のアメリカン・プロレスを代表するトップスターとなった。

## 来歴

### NWA時代
ジュニアハイスクール時代はボクシングとレスリングで活動し、本人によれば1969年に15歳でプロレスラーとしてのキャリアをスタート、デビュー戦の相手だったラリー・ヘニングには秒殺されたという（デビューは1973年ともされる）。
AWAのカナダでの拠点であったウィニペグにてジョブ・ボーイとしてキャリアを積み、1974年よりアメリカのNWA圏に進出。1975年にはテキサスのダラス地区にて、マッドドッグ・バション、キム・ドク、レッド・バスチェン、ゴードン・ネルソン、ブラックジャック・ランザ、スーパースター・ビリー・グラハムなどと対戦した。
1976年にロサンゼルス地区のNWAハリウッド・レスリングに参戦して、ラフファイトを主体とするヒールのスコッチ・ギミックを確立。フラッグシップ・タイトルのNWAアメリカス・ヘビー級王座を巡るチャボ・ゲレロとの抗争で注目を浴びる。同年12月12日にはサンバーナーディーノにて、ミル・マスカラスとのシングルマッチも行われた。なお、アメリカス・ヘビー級王座戴冠時は、ベルトをスコットランド風のタータンチェック柄に張り替えてしまっている。
1977年8月、新日本プロレスに初来日。入場時にはバグパイプを吹き、外国人エース格のスタン・ハンセンやブラックジャック・マリガンのパートナーに起用されてメインイベントにも出場、アントニオ猪木ともシングルマッチで対戦している。その後、一時的に覆面レスラーのマスクド・カナディアン（The Masked Canadian）に変身し、1978年1月27日にロサンゼルスのオリンピック・オーディトリアムにて、その4日前にニューヨークでホセ・エストラーダを破りWWFジュニアヘビー級王者となった藤波辰巳の初防衛戦の挑戦者を務めた。同年3月にはマスクド・カナディアンとして新日本プロレスに再来日、シリーズ開幕戦である3月3日の高崎大会にて、藤波の凱旋帰国試合の相手も務めている。翌1979年1月11日には本拠地のロサンゼルスでも、藤波のWWFジュニアヘビー級王座に素顔で再挑戦した。
その間も、アメリカでは太平洋岸を活動拠点に、1978年6月24日にはサンフランシスコ地区にてムーンドッグ・ロニー・メインからUSヘビー級王座を奪取。その後はオレゴンおよびワシントン地区のパシフィック・ノースウエスト・レスリングで活動。初期は従前と同じくヒール、後にベビーフェイスとなって、リック・マーテルをパートナーにザ・シープハーダーズとNWAパシフィック・ノースウエスト・タッグ王座を争い、シングルではバディ・ローズやスタン・スタージャックと抗争した。当時ハーリー・レイスが保持していたNWA世界ヘビー級王座にも、1980年1月9日にバンクーバー、翌10日にタコマで連続挑戦している。

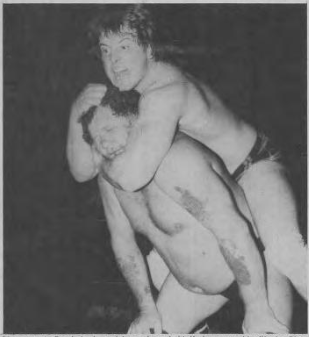
ハーリー・レイスにスリーパー・ホールドをかけるパイパー（1981年）

1980年10月より大西洋岸に主戦場を移して、ジム・クロケット・ジュニアの運営するノース&サウスカロライナおよびバージニアのミッドアトランティック・チャンピオンシップ・レスリングに登場。ヒールのポジションに戻り、11月1日にトーナメントの決勝でポール・ジョーンズを下して、空位となっていたTV王座を獲得。1981年1月27日にはリック・フレアーからUS王座を奪取、保持していたTV王座を返上してフレアーにプレゼントするなどの挑発を行い、以降もフレアーとは抗争を繰り広げ、両者は生涯の宿敵・親友ともなった。ミッドアトランティックではグレッグ・バレンタイン、リッキー・スティムボート、ジャック・ブリスコ、ワフー・マクダニエルなどのトップスターとも抗争を展開、同地区認定のタイトルを再三獲得した。
1983年5月には全日本プロレスへの参戦で5年ぶりの来日が実現。6月3日に旭川市総合体育館において、同じくミッドアトランティックでの抗争相手だったディック・スレーターをパートナーに、ジャイアント馬場&ジャンボ鶴田のインターナショナル・タッグ王座に挑戦している。来日中は馬場や鶴田、天龍源一郎とのシングルマッチも行われた。
ミッドアトランティック地区での活動と並行して、1980年代前半にはジム・バーネットの主宰するジョージア・チャンピオンシップ・レスリングにも参戦しており、カラー・コメンテーターやインタビュアーも兼任してトークの才能を発揮した。ジョージアではトミー・リッチやダスティ・ローデスと抗争し、ゲーリー・ハート&ザ・グレート・カブキとも共闘していたが、一時的にフェイスターンを行い、アブドーラ・ザ・ブッチャー、マスクド・スーパースター、イワン・コロフ、オレイ・アンダーソン、バズ・ソイヤーらと対戦した。

### WWF時代
1984年、前年に死去したグラン・ウィザードに代わるヒールのマネージャーとしてWWFにスカウトされ、ビッグ・ジョン・スタッド、ポール・オーンドーフ、デビッド・シュルツを担当するが、ほどなくしてレスラーとして試合にも出場するようになる。パイパーズ・ピット（Piper's Pit）なるインタビューコーナーも受け持ち、ジミー・スヌーカとの抗争で一気にブレイク。オーンドーフ&カウボーイ・ボブ・オートンと悪のユニットを結成し、WWF世界ヘビー級王者のハルク・ホーガンをはじめ、スヌーカ、ティト・サンタナ、ロッキー・ジョンソン、トニー・アトラス、イワン・プトスキー、ジャンクヤード・ドッグ、さらにはアンドレ・ザ・ジャイアントやブルーノ・サンマルチノなどのスーパースターを敵に回して、トップヒールとしての地位を築き上げた。
1985年3月31日、ニューヨークのマディソン・スクエア・ガーデンで開催されたレッスルマニアの記念すべき第1回大会では、パートナーにオーンドーフ、セコンドにオートンを従え、映画『ロッキー3』に出演したアクション俳優ミスター・Tとホーガンのチームとメインイベントで対戦。翌1986年4月7日のレッスルマニア2ではミスター・Tとのボクシング・マッチが行われた。
ヒールでありながら、そのキャラクターが徐々に観客の支持を集めるようになり、1986年下期からはベビーフェイス化していき、同じく「フラワー・ショップ」なるインタビューコーナーを持っていたアドリアン・アドニスとの確執も発生。同年8月にフラワー・ショップに殴り込みをかけた際、盟友だったオートンがアドニス側についたことで仲間割れし、本格的にベビーフェイスに転向する。以降、フラワー・ショップに再三乱入して、アドニス、オートン、マネージャーのジミー・ハートと舌戦を繰り広げた。アドニスとの抗争を開始しつつ、パイパーズ・ピットにてオーンドーフやボビー・ヒーナンとも舌戦を展開、オーンドーフと抗争中だった旧敵ホーガンのタッグ・パートナーとしても活躍した。
1987年3月29日のレッスルマニアIIIでのアドニス戦を最後に一時リングから離れ、映画俳優としての活動を開始。1988年公開の『ゼイリブ』では主演を務めた。翌1989年5月よりWWFに復帰して、テッド・デビアス、リック・ルード、バッドニュース・ブラウン、ランディ・サベージらと抗争。その後、再び現役を離れ、実況席でカラー・コメンテーターとして活躍していたが、1991年下期、NWA時代のライバルだったリック・フレアーのWWF移籍に伴いリングに復帰。フレアーとの抗争を各地で繰り広げた。1992年1月19日にはザ・マウンティーを破ってインターコンチネンタル・ヘビー級王座を獲得、同年4月5日のレッスルマニアVIIIにてブレット・ハートにタイトルを明け渡したものの、WWFでの初戴冠を果たした。戴冠中は前王者のマウンティーをはじめ、リポマンやショーン・マイケルズなどを挑戦者に防衛戦を行った。
その後も単発的にWWFに出場し、1994年にはジェリー・ローラー、1996年にはゴールダストとの抗争が行われた。

### WCW時代
1996年10月、WCWに移籍。当時nWoを率いていた "ハリウッド" ハルク・ホーガンとの抗争を再開させ、同年12月29日のスターケード、翌1997年2月23日のSuperBrawlにおいて、ホーガンとシングルマッチを行った。nWoと敵対していた旧敵リック・フレアーともタッグを組み、1997年6月15日のグレート・アメリカン・バッシュではケビン・ナッシュ&スコット・ホールが保持していたWCW世界タッグ王座に挑戦。1998年9月13日のFall Brawlではダイヤモンド・ダラス・ペイジ&ザ・ウォリアーと「チームWCW」を結成して、ホーガン&ブレット・ハート&スティービー・レイの「nWoハリウッド」、ナッシュ&スティング&レックス・ルガーの「nWoウルフパック」とウォー・ゲーム形式のケージ・マッチで対戦。1999年2月8日にはブレット・ハートを破り、WCW認定となっていたUS王座をNWAミッドアトランティック時代から数えて16年ぶりに獲得した。
1999年12月13日のカート・ヘニング戦を最後にWCWを離脱。2001年のWCW崩壊後は、元WCW勢が主宰していたXWFに参加したが、レスラーとしてはセミリタイア状態となった。

### WWE復帰
2003年にWWEでハルク・ホーガンとビンス・マクマホンが抗争を開始すると、双方に遺恨を持つ人物としてインタビューに登場、3月30日開催のレッスルマニア19でのホーガンvsマクマホン戦に乱入してWWEに復帰。パイパーズ・ピットを再開し、ショーン・オヘアのマネージャーを務めたが、6月24日に薬物使用で解雇される。
その後はTNA参戦を経て、2005年にWWE殿堂（インダクターはリック・フレアー）に迎えられてからはレジェンドとしてWWEに度々スポット出場し、パイパーズ・ピットを開催した。2005年4月3日のレッスルマニア21では、パイパーズ・ピットのゲストにストーン・コールド・スティーブ・オースチンを招待、新旧のWWEを代表する饒舌家同士の舌戦を繰り広げた後、カリートが乱入して両者を挑発したが、パイパーとオースチンに迎撃され退散した。その後、両者は祝杯をあげるが、最後はお約束としてパイパーがオースチンのスタナーをもらい受けた。2006年11月5日のサイバー・サンデーでは、インターネット投票によりフレアーのパートナーに選出され世界タッグ王座を獲得。これが生涯初の「世界王座」の獲得となった。

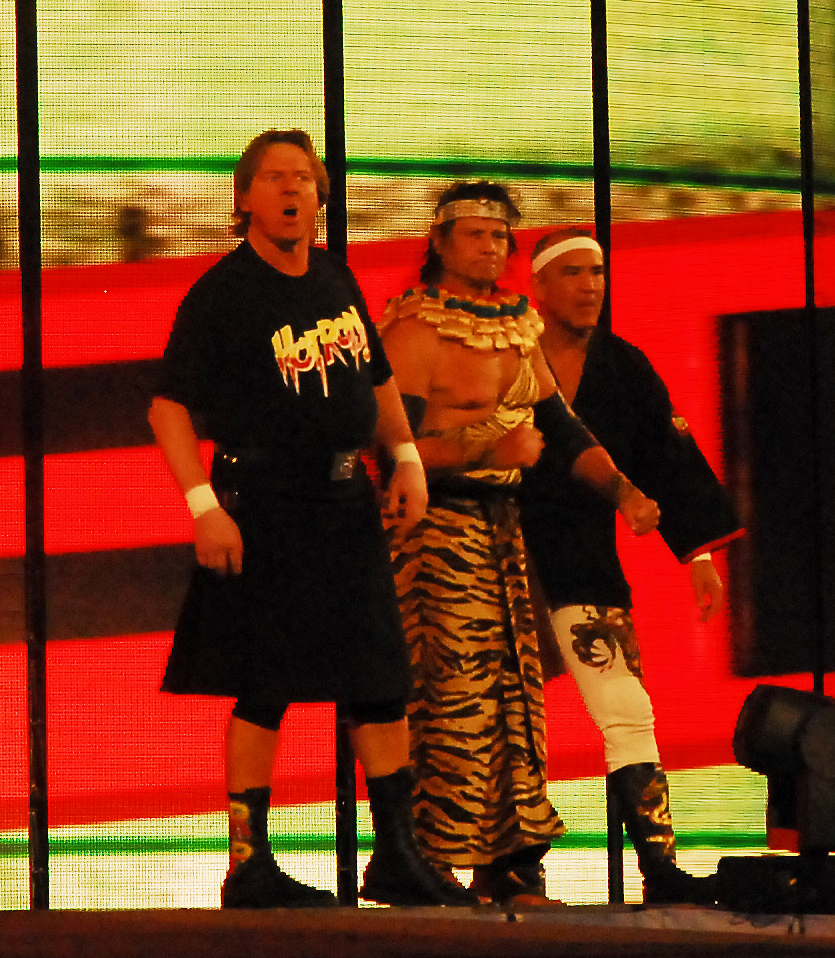
（左から）レッスルマニア25でのパイパー、スヌーカ、スティムボート

その直後に行われた選手活動のための健康診断でホジキンリンパ腫が発見され、11月27日のWWE.com上でファンにも報告されたが、順調に体調を回復。翌2007年2月12日のRAWにて久々にファンの前に登場し、ウマガの急襲を受けるというアングルも見られた。
以降もWWEへのスポット出場を続け、2008年10月26日のサイバー・サンデーでは、サンティーノ・マレラのIC王座に挑戦したホンキー・トンク・マンをゴールダストと共に援護射撃。2009年にはクリス・ジェリコとの遺恨が勃発、旧友リッキー・スティムボート&ジミー・スヌーカとレジェンド軍を結成し、4月5日のレッスルマニア25にてジェリコとの1対3のハンディキャップ形式によるエリミネーション・マッチが行われた。同年11月16日にマディソン・スクエア・ガーデンにて行われたRAWにゲストホストとして登場、7年ぶりにミスター・マクマホンと絡み、全盛期に劣らぬ舌戦をみせた。その後、ランディ・オートンとのストリート・ファイト・マッチが組まれ、オートンのパントキックを受けそうになるも、間一髪のところでコフィ・キングストンに救出された。
2010年3月27日には、レッスルマニア第1回大会の成功に共に貢献したウェンディ・リヒターのWWE殿堂入りのインダクターを務めた。同年11月15日に行われたRAWの "Old School Edition" にもレジェンドの一人として出演し、ジョン・シナにWWE王座を獲得できなかった自身の想いや、過去にWWE王者となったレジェンド達の権威を説いた。
2015年7月30日、肺血栓塞栓症に起因する心臓発作のため、カリフォルニア州ハリウッドの自宅にて死去。61歳没。WWEのビンス・マクマホン会長はパイパーの訃報に「"ラウディ" ロディ・パイパーは物議を醸す言動や大胆なパフォーマンスで、世界中のファンに愛された。ご家族に心よりお悔やみ申し上げたい」とコメントを発表した。

## パイパーズ・ピット
パイパーがホストを務めたインタビューコーナー。1984年に開始。絨毯の敷かれたリング上またはスコットランド風の装飾が施されたバックステージのセット内で行われる。大抵が対象となるレスラーに何かと因縁を吹っ掛け、乱闘になった挙句、抗争に発展するパターンである。特に第1回レッスルマニアへのプロローグとなった、ジミー・スヌーカの頭でココナッツを叩き割ったシーンは有名。このコーナーがパイパーのヒールとしての人気を決定付け、レスラーとしては体格に恵まれなかったパイパーを一躍スーパースターの仲間入りさせた（パイパーはNWAミッドアトランティック時代から、本やラジオなどをチェックしてインタビューに使えそうなフレーズを書き留めていたという）。
以降、パイパーと同じくマイクパフォーマンスに優れたレスラーがスターダムに上がるようになり、その後のアメリカンプロレスに与えた影響は非常に大きい。ザ・ロックも「ハルク・ホーガンよりもそれに唾を吐くロディ・パイパーになりたかった」と、尊敬するレスラーの一人として名前を挙げている。パイパーズ・ピット以降、WWEではジェリー・ローラー（キングス・コート）、ショーン・マイケルズ（ハートブレイク・ホテル）、クリス・ジェリコ（ハイライト・リール）、カリート（カリートス・カバナ）、レネ・デュプリー（カフェ・ド・レネ）、エッジ（カッティング・エッジ）、MVP（VIPラウンジ）、ザ・ミズ（ミズTV）などが同様のインタビューコーナーを行なっている。
引退後も、パイパーがWWEの番組にゲスト出演した際に、ストーン・コールド・スティーブ・オースチン、ミスター・マクマホン、ジョン・シナ、ランディ・オートン、ウェイド・バレット、ザ・シールド、CMパンク、ルセフ、ライバックらを招いて行われたことがある。近年では、ヒールのレスラーとパイパーが舌戦を展開した後、ベビーフェイスのレスラーが登場してヒールとの乱闘の末に必殺技を決め、パイパーがそれをたたえるというパターンが定番化していた。

## 日本での評価
パイパーと同世代の選手では、たとえばラリー・ズビスコやドン・ムラコなど、マイクアピールによる観客との駆け引きを得意とするレスラーは英語の通じない日本では真価を発揮することが難しかった。しかしパイパーはマイクを通さずとも、彼のもう一つの持ち味である「向こうっ気の強さ」を全面に出したイキのいいラフファイトと抜群のレスリングセンスで、日本でも若手時代から高い評価を獲得している。アメリカマットで超売れっ子だったため、来日回数は1977年から1983年までの6年間で通算3回と少なく日本では大きな実績を残せなかったものの、当時のファンや関係者の間では来日を望む声が多く聞かれた。
なお、1977年に新日本プロレスへ初来日しているが、前年にモハメド・アリとの異種格闘技戦のプロモーションでロサンゼルスを訪れたアントニオ猪木がテレビのインタビューに応えた際、同地区を主戦場としていたパイパーが乱入して「その前に俺と闘え」と猪木に喧嘩を売るアングルが組まれたこともある。

## 得意技
- スリーパー・ホールド
- ニー・リフト
- ラウディ・ストライク

パンチの連打。最後は溜めて額に一撃を与える。

## 獲得タイトル
ナショナル・レスリング・アライアンス
- NWA世界ライトヘビー級王座：1回[54]

NWAハリウッド・レスリング
- NWAアメリカス・ヘビー級王座：4回[55]

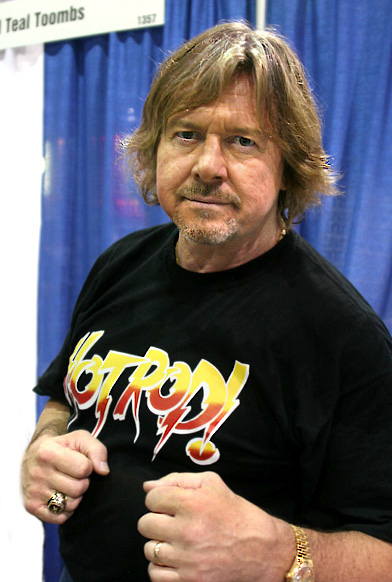
2009年

- NWAアメリカス・タッグ王座：7回（w / ブル・ベドウ×2、キース・フランクス、チャボ・ゲレロ、パク・チュー、ロン・バス、ザ・ハングマン）[56]

NWAサンフランシスコ
- NWA USヘビー級王座（サンフランシスコ版）：1回[17]
- NWA世界タッグ王座（サンフランシスコ版）：1回（w / エド・ウィスコスキー）[57]

パシフィック・ノースウエスト・レスリング
- NWAパシフィック・ノースウエスト・ヘビー級王座：2回[58]
- NWAパシフィック・ノースウエスト・タッグ王座：5回（w / キラー・ブルックス、リック・マーテル×3、マイク・ポポビッチ）[18]

NWAオールスター・レスリング
- NWAカナディアン・タッグ王座（バンクーバー版）：1回（w / リック・マーテル）[59]

ミッドアトランティック・チャンピオンシップ・レスリング
- NWAミッドアトランティック・ヘビー級王座：2回[60]
- NWAミッドアトランティックTV王座：2回[22]
- NWA USヘビー級王座（ミッドアトランティック版）：2回[23]

ワールド・クラス・チャンピオンシップ・レスリング
- NWAアメリカン・タッグ王座：1回（w / ブルドッグ・ブラワー）[61]

ワールド・チャンピオンシップ・レスリング
- WCW USヘビー級王座：1回[23]

ワールド・レスリング・フェデレーション / ワールド・レスリング・エンターテインメント
- WWFインターコンチネンタル・ヘビー級王座：1回[37]
- WWE世界タッグ王座：1回（w / リック・フレアー）[44]
- WWE殿堂：2005年度[47]
- レッスルマニアメインイベント回数 : 1回

## 入場曲
- For Everybody
- Scotland The Brave

## 出演作品（映画）
※「 - 」は役名
- 『恋のボディ・スラム』 Body Slam （1987年） - "クイック" リック・ロバーツ
- 『SFヘルスラッシャー』 Hell Comes to Frogtown （1987年） - サム・ヘル
- 『ゼイリブ』They Live（1988年）- ネイダ
- 『バック・イン・アクション』Back In Action （1993年） - ロッシ
- 『リゾート・トゥ・キル 』Immortal Combat（1994年） - ジョン・ケラー
- 『ハードネス 』 No Contest（1994年） - アイス
- 『ブレイク・アウト』Marked Man （1995年） - ギブソン
- 『ビリー's GUN&FIGHT!』Tough and Deadly （1995年） - エルモ
- 『ワイルド・ホーク』The Bad Pack （1996年） - ダッシュ・シムズ
- 『ダブル・クラッシュ 激走! 炎の大捜査線』Last To Surrender （1997年） - ニック・フォード
- 『ロストゾーン』Shepherd （1998年） - マイルス
- 『拳 アルティメット・ファイター』Honor （2006年） - TLタイレル
- 『トワイライト・ブラッド』Ghosts of Goldfield （2007年） - ジャクソン・スミス
- 『レジェンド・オブ・ダンジョン』The Mystical Adventures of Billy Owens （2007年） - サーグッド
- 『エイリアン・バトルロワイヤル』Alien Opponent （2010年） - 神父
- 『ザ・マスクド・セイント』The Masked Saint （2015年） - ニッキー・ストーン